# Препрофаза

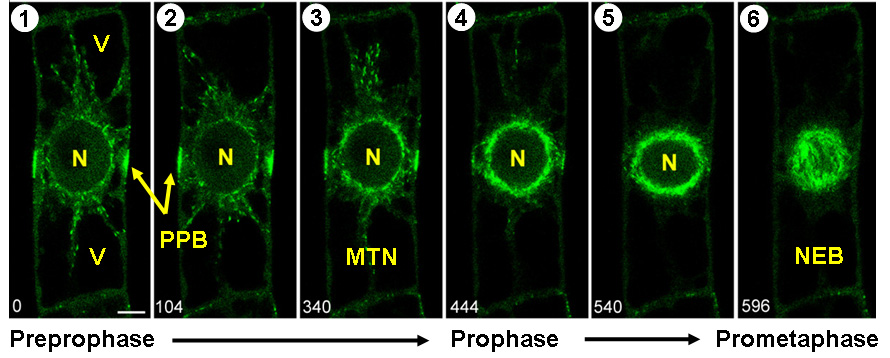
Перемещение микротрубочек в течение препрофазы и профазы митоза растительных клеток. Фотографии линии клеток Tobacco BY-2 cell, начиная с первых этапов митоза. Растущие концы микротрубочек показаны зелёным (помечены зелёным флуоресцентным белком и белком EB1, полученным из Резуховидка Таля|резуховидки Таля (Arabidopsis thaliana)). N — ядро, V — вакуоль, PPB — препрофазная лента, MTN — начало скопления микротрубочек, NEB — распад ядерной оболочки в начале прометафазы. См. также клип, показывающий этот процесс.

Препрофа́за — дополнительная фаза митоза, имеющаяся у растительных клеток и отсутствующая у других эукариот — животных и грибов. Она предшествует профазе и включает два основных события:
- Образование препрофазной ленты, густого кольца из микротрубочек, расположенного под плазматической мембраной;
- Начало скопления микротрубочек около ядерной оболочки.

## Функция препрофазы в клеточном цикле
Растительные клетки имеют жёстко зафиксированное положение среди соседних клеток своей ткани. В отличие от животных, у которых некоторые клетки эмбриона могут мигрировать и давать начало новым тканям или группам клеток в пределах ткани, морфогенез проростка высших растений целиком зависит от ориентации клеточных делений и последующего удлинения и дифференцировки клеток в пределах их клеточных стенок. Поэтому правильный контроль за плоскостями деления клеток и положением будущих клеточных стенок в растительных клетках имеет решающее значение для правильной структуры органов и тканей растений.
Препрофаза в митозе клеток растений служит для установления правильных плоскостей деления и правильного расположения клеточных стенок прежде, чем клетка вступит в профазу. Это достигается через образование временной структуры из микротрубочек, препрофазной ленты, а также до сих пор ещё неизвестного механизма, благодаря которому клетка способна «запоминать» положение препрофазной ленты, чтобы направлять рост новой клеточной стенки в нужном месте в ходе цитокинеза. В гаметофитных тканях на протяжении репродуктивной фазы жизненного цикла растений плоскости раздела между делящимися клетками определяются без использования препрофазной ленты. 
В богатых вакуолями растительных клетках препрофазе может предшествовать образование фрагмосомы. Функция фрагмосомы состоит в том, чтобы временно зафиксировать ядро в центре клетки в ходе подготовки к митозу. Если фрагмосома видна, то препрофазная лента появится на её внешней стороне.

## Образование препрофазной ленты
В начале препрофазы кортикальные микротрубочки растительной клетки исчезают и собираются в плотное кольцо под плазматический мембраной, называемое препрофазной лентой. Эта препрофазная лента проходит по экватору будущего митотического веретена, отмечая плоскость будущего клеточного деления и место образования клеточной пластинки. Препрофазная лента состоит из микротрубочек и актиновых микрофиламентов и существует вплоть до профазы. Ось, соединяющая полюса образующегося в профазе веретена деления, перпендикулярна плоскости, намеченной препрофазной лентой.

## Скопление микротрубочек
В отличие от животных клеток, у клеток растений нет центросом, чтобы осуществлять сборку веретена деления. Напротив, ядерная оболочка выступает как центр организации микротрубочек. Поначалу скопление микротрубочек представляет собой актиновую зону вокруг ядерной оболочки. Эта зона изобилует микротрубочками, собирающимися на поверхности ядра. Препрофазное веретено формируется путём самосборки этих микротрубочек в цитоплазме вокруг ядерной оболочки. Оно скрепляется в веретено, связанное с кинетохорами, после того, как ядерная оболочка растворяется в конце профазы.

## Переход в профазу
В течение перехода из препрофазы в профазу случайно ориентированные микротрубочки располагаются параллельно ядерной оболочке параллельно будущей с оси веретена. Это веретено называется профазным веретеном. Когда в начале прометафазы ядерная мембрана распадается, препрофазная лента исчезает, и профазное веретено переходит в метафазное, занимая место прежнего ядра. Эксперименты с препаратами, разрушающими микрофиламенты, показали, что актин может играть роль в поддержании клеточной «памяти», фиксирующей информацию о положении плоскости деления после того, как препрофазная лента распалась, чтобы направлять цитокинез в телофазе.